# This Is the Life (Album)
This Is the Life ist das Debütalbum der schottischen Singer-Songwriterin Amy Macdonald. Es wurde im Vereinigten Königreich am 30. Juli 2007 veröffentlicht und verkaufte sich bisher mehr als 2,5 Millionen Mal.

## Entstehung

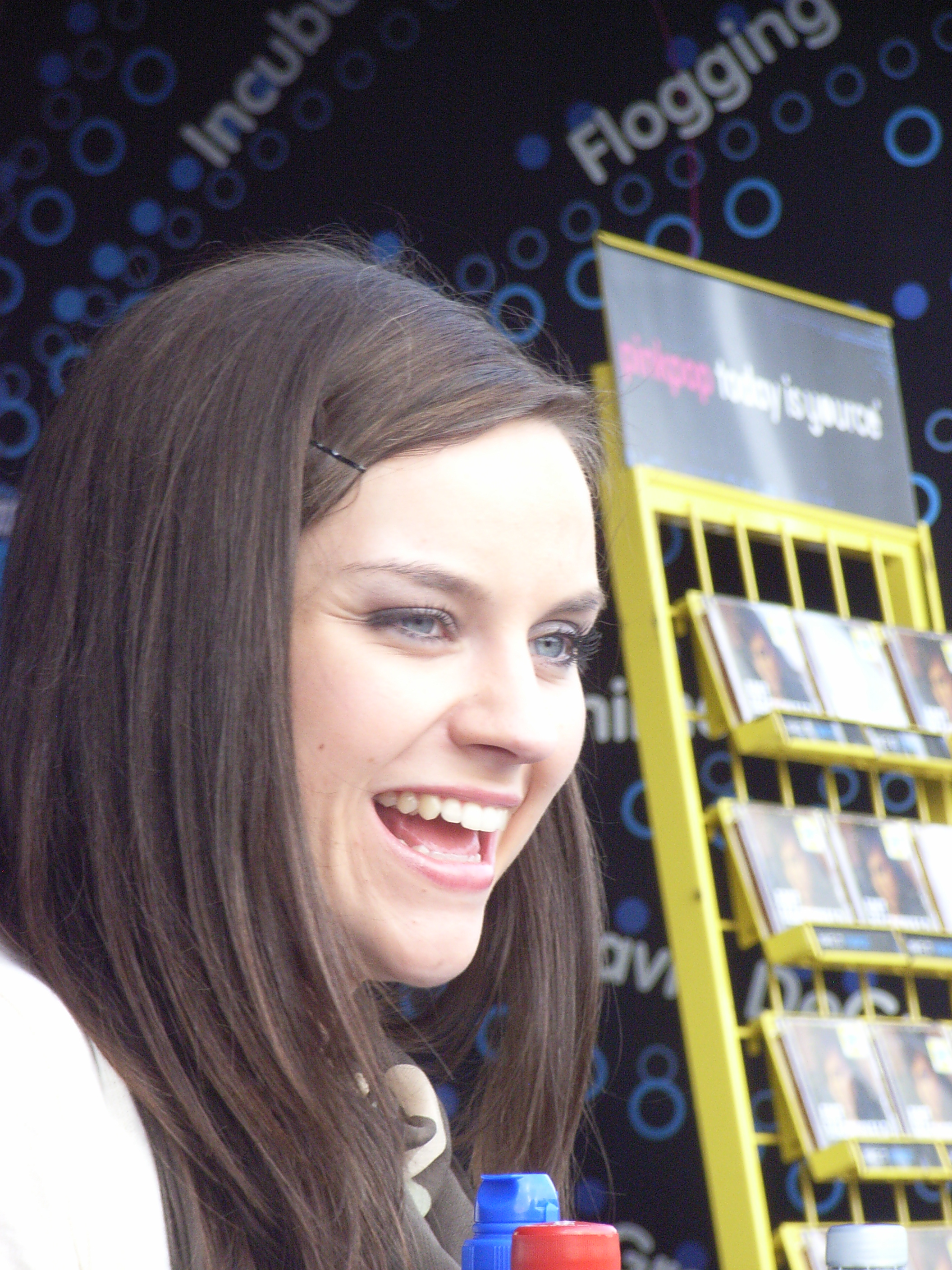
Amy Macdonald bei der Präsentation ihres Albums

Das Album entstand ab Sommer 2006 in den Londoner Soho Recordings Studios unter dem Produzenten Pete Wilkinson von Melodramatic Records. Gemischt wurde es größtenteils von Toningenieur Bob Clearmountain in Los Angeles. Die Musik und alle Texte wurden von Amy Macdonald geschrieben, ausgenommen das Lied L.A. von Wilkinson und Macdonald. Das Album wurde vom Label Melodramatic Records in Zusammenarbeit mit Mercury Records veröffentlicht.
Außer der Stimme und der akustischen Gitarre von Amy Macdonald wurden bei der Aufnahme viele zusätzliche Instrumente wie Bass, Cello, Drums und weitere Perkussionsinstrumente, Elektrische Gitarre, Klavier, Keyboard, Saxophon, Flügelhorn, Trompete, Viola und Violine eingesetzt.

## Rezeption
- Die Musik wurde von Mike Pattenden, einem Rezensenten der Times, als „Jangly Indie Folk mit kraftvoller Stimme“ beschrieben, der an die Cranberries erinnere.[8]
- Elle J. Small von der BBC schrieb, Macdonald trage eine „alte Stimme auf ihren jungen Schultern“ und man brauche ein reifes Ohr, um Zugang zu ihrer am Folk orientierten Erzählweise, ihrer erwachsenen Stimme und ihrer von der Country-Musik beeinflussten Gitarre zu finden. Das erste Lied Mr Rock & Roll sei ein radiofreundliches Mitsing-Stück, voller keltischer Lagerfeuer-Romantik. Doch könne man die Authentizität ihres Werks bezweifeln. Wort und Ton klängen etwas gezwungen und würden eher zu einer weisen 39-Jährigen passen, als zu einer naiven 19-Jährigen.[9]
- Das deutsche Onlinemagazin laut.de beschrieb das Album als „Countryfolkpop, der das richtige Maß noch sucht“. Es machte ebenso wie die britischen Rezensenten bei Amy Macdonald eine reife Stimme aus, bemängelte aber, dass sie in höheren Lagen häufig in schrille Töne abgleite. Zu häufig würden die Texte im Vordergrund stehen. Auch langweile manchmal die Akustikgitarre, Streicher würden eine übertriebene Theatralik erzeugen. Highlights seien dagegen Mr Rock & Roll sowie das Lied This Is the Life. Obwohl es noch nicht ganz ausgereift sei, scheine aber an diversen Stellen doch Potenzial durch und es würden Ansätze für einen eigenen Stil gezeigt.[10]
- Sharon Mawer schrieb in ihrem Review auf Allmusic, das Album erwecke nostalgische Gefühle und erinnere an Kirsty MacColl.[3]

## Covergestaltung
Auf dem Cover sind auf einer Farbfotografie der Londoner Fotografin Valerie Philips Kopf und Schulterpartie Amy Macdonalds zu sehen. Darunter steht in großen weißen Majuskeln der Name der Künstlerin und darunter in kleinerer Schrift der Titel des Albums. Die Ränder wurden so bearbeitet, dass sie wie zu einer alten, zerstoßenen Schallplatte gehörend aussehen. Die Gestaltung erinnere laut Allmusic an die Alben der Siebziger.

## Titelliste
| Nummer | Name des Liedes           | Dauer |
| ------ | ------------------------- | ----- |
| 1.     | Mr Rock & Roll            | 3:35  |
| 2.     | This Is the Life          | 3:05  |
| 3.     | Poison Prince             | 3:28  |
| 4.     | Youth of Today            | 4:00  |
| 5.     | Run                       | 3:50  |
| 6.     | Let’s Start a Band        | 4:05  |
| 7.     | Barrowland Ballroom       | 3:58  |
| 8.     | L.A.                      | 4:06  |
| 9.     | A Wish for Something More | 3:46  |
| 10.    | Footballer’s Wife         | 5:06  |

## Songinformationen
Footballer’s Wife spiegelt die Besessenheit britischer Boulevardzeitungen wider, während Poison Prince die Drogenabhängigkeit von Pete Doherty thematisiert. Der Text von L.A. handelt von ihrer Begeisterung für Jake Gyllenhaal. Dabei wurde sie von Pete Wilkinson unterstützt. Ihr Song Barrowland Ballroom bezieht sich auf den gleichnamigen Veranstaltungsort in Glasgow.

## Preise
- Swiss Music Award
  - 2009: in der Kategorie „Best Album Pop/Rock International“[13]

## Kommerzieller Erfolg

### Chartplatzierungen

#### Album
Das Album war in Europa vorwiegend in deutschsprachigen Ländern ein großer Radio- und Verkaufserfolg. Im Vereinigten Königreich war es am ersten Sonntag nach Veröffentlichung auf Platz zwei in den Britischen Singlecharts und am 13. Januar 2008 sogar auf Platz eins. Am 14. März 2008 erreichte es Doppel-Platin-Status mit 600.000 verkauften Exemplaren.
In der Schweizer Hitparade stieg das Album am 24. Februar 2008 auf Platz 58 in die Charts ein. Es arbeitete sich auf Platz eins vor und blieb für fünf Wochen lang. Mehr als 100 Wochen Charts spiegeln sich wider in Vierfach-Platin und mehr als 150.000 CDs in der Schweiz. In Deutschland gelangte es auf Platz drei und erreichte im Juni 2009 Vierfach-Platin-Status sowie im Februar 2011 mit 900.000 verkauften Exemplaren Neunfach-Gold. Die Millionenmarke knackte das Album schließlich 2012, somit ist es eines der meistverkauften Alben in Deutschland seit 1975. In Österreich war der Höchststand ebenfalls Platz drei.
Neben dem ersten Platz im Vereinigten Königreich, der Schweiz, Dänemark und den Niederlanden, erreichte das Album in Belgien Platz zwei, in Norwegen und Schweden Platz fünf, in Frankreich Platz sechs, in Irland Platz 16 und in den US-amerikanischen Billboard Charts Platz 92.
| ChartsChartplatzierungen       | Höchstplatzierung | Wochen |
| ------------------------------ | ----------------- | ------ |
| Deutschland (GfK)              | 3 (102 Wo.)       | 102    |
| Österreich (Ö3)                | 3 (82 Wo.)        | 82     |
| Schweiz (IFPI)                 | 1 (110 Wo.)       | 110    |
| Vereinigte Staaten (Billboard) | 92 (2 Wo.)        | 2      |
| Vereinigtes Königreich (OCC)   | 1 (77 Wo.)        | 77     |

| ChartsJahrescharts (2007)    | Platzierung |
| ---------------------------- | ----------- |
| Vereinigtes Königreich (OCC) | 47          |

| ChartsJahrescharts (2008)    | Platzierung |
| ---------------------------- | ----------- |
| Deutschland (GfK)            | 8           |
| Österreich (Ö3)              | 13          |
| Schweiz (IFPI)               | 2           |
| Vereinigtes Königreich (OCC) | 21          |

| ChartsJahrescharts (2009) | Platzierung |
| ------------------------- | ----------- |
| Deutschland (GfK)         | 10          |
| Schweiz (IFPI)            | 18          |

#### Singles
| Jahr | Titel            | Höchstplatzierung, Gesamtwochen, AuszeichnungChartplatzierungen (Jahr, Titel, , Platzierungen, Wochen, Auszeichnungen, Anmerkungen) | Höchstplatzierung, Gesamtwochen, AuszeichnungChartplatzierungen (Jahr, Titel, , Platzierungen, Wochen, Auszeichnungen, Anmerkungen) | Höchstplatzierung, Gesamtwochen, AuszeichnungChartplatzierungen (Jahr, Titel, , Platzierungen, Wochen, Auszeichnungen, Anmerkungen) | Höchstplatzierung, Gesamtwochen, AuszeichnungChartplatzierungen (Jahr, Titel, , Platzierungen, Wochen, Auszeichnungen, Anmerkungen) | Höchstplatzierung, Gesamtwochen, AuszeichnungChartplatzierungen (Jahr, Titel, , Platzierungen, Wochen, Auszeichnungen, Anmerkungen) | Anmerkungen |
| Jahr | Titel            | DE | AT | CH | UK | US | Anmerkungen |
| ---- | ---------------- | --- | --- | --- | --- | --- | ----------- |
| 2007 | Poison Prince    | DE66 (8 Wo.)DE | — | CH58 (9 Wo.)CH | — | — |             |
| 2007 | Mr Rock & Roll   | DE21 (40 Wo.)DE | AT19 (35 Wo.)AT | CH3 (65 Wo.)CH | UK12 (16 Wo.)UK | — |             |
| 2007 | L.A.             | — | — | — | UK48 (2 Wo.)UK | — |             |
| 2007 | This Is the Life | DE2 (56 Wo.)DE | AT1 (43 Wo.)AT | CH2 (94 Wo.)CH | UK28 (18 Wo.)UK | — |             |
| 2008 | Run              | DE36 (9 Wo.)DE | — | — | UK75 (1 Wo.)UK | — |             |

### Auszeichnungen für Musikverkäufe
| Land/Region                  | Auszeichnungen für Musikverkäufe (Land/Region, Auszeichnung, Verkäufe) | Verkäufe    |
| ---------------------------- | ---------------------------------------------------------------------- | ----------- |
| Belgien (BRMA)               | 2× Platin                                                              | 60.000      |
| Dänemark (IFPI)              | Platin                                                                 | 40.000      |
| Deutschland (BVMI)           | 5× Platin                                                              | 1.000.000   |
| Europa (IFPI)                | 2× Platin                                                              | (2.000.000) |
| Frankreich (SNEP)            | Gold                                                                   | 75.000      |
| Griechenland (IFPI)          | Gold                                                                   | 3.000       |
| Irland (IRMA)                | Gold                                                                   | 7.500       |
| Italien (FIMI)               | Gold                                                                   | 35.000      |
| Niederlande (NVPI)           | 2× Platin                                                              | 140.000     |
| Norwegen (IFPI)              | Gold                                                                   | 15.000      |
| Österreich (IFPI)            | 2× Platin                                                              | 40.000      |
| Polen (ZPAV)                 | Gold                                                                   | 10.000      |
| Russland (NFPF)              | Gold                                                                   | 10.000      |
| Schweden (IFPI)              | Gold                                                                   | 20.000      |
| Schweiz (IFPI)               | 5× Platin                                                              | 150.000     |
| Spanien (Promusicae)         | Gold                                                                   | 30.000      |
| Vereinigtes Königreich (BPI) | 3× Platin                                                              | 900.000     |
| Insgesamt                    | 9× Gold · 22× Platin ·                                                 | 2.500.500   |